# Camelia Matei Ghimbeu
Camélia Matei Ghimbeu (née en 1980) est une chimiste française d'origine roumaine dans le domaine de la  science des matériaux. Elle est directrice de recherche au CNRS et anime le groupe de recherche "Carbone et Matériaux Hybrides" (depuis 2016) de l'Institut de Sciences de Matériaux de Mulhouse (IS2M). Elle est récipiendaire de la Médaille de bronze du CNRS 2017.

## Biographie
Camélia Matei Ghimbeu est née en 1980 en Roumanie. En 2003, elle passe un baccalauréat universitaire en physique et chimie à l'université Transylvania en Roumanie. En 2005, elle obtient un master en énergies renouvelables dans la même université puis décroche en 2007 un doctorat européen en électronique de l'université de Metz a l'issue d'une thèse réalisée en partie à l'université de technologie de Delft (Pays-Bas). Elle effectue ensuite deux post-doctorats dans le groupe Carbone et matériaux hybrides de l’Institut de science des matériaux de Mulhouse (IS2M), à la suite de quoi, elle intègrera le CNRS en 2011, en qualité de chargée de recherche. En 2015, elle obtient son habilitation à diriger des recherches en chimie des matériaux, à l'Université de Haute Alsace. Elle est promue directrice de recherche CNRS en 2020. 

## Travaux
Elle travaille sur le développement des nouveaux matériaux carbonés éco-conçus,, et à la caractérisation de leurs propriétés pour un usage visant des applications environnementales et de stockage de l'énergie (batteries, et super condensateurs,) en partenariat avec le Réseau sur le stockage électrochimique de l’énergie (RS2E) dont elle est membre depuis 2012. 

## Distinctions et récompenses
- Médaille de bronze du CNRS (2017)[13]
- Prix « Division de Chimie du Solide » de la Société Chimique de France (2018)[14]
- Prix Guy Ourisson du Cercle Gutenberg (2019)[15]